# 台湾败酱
台湾败酱（学名：Patrinia monandra var. formosana）为忍冬科败酱属下的一个变种。